# یوبویما، کوماموتو
یوبویما، کوماموتو (به لاتین: Ubuyama, Kumamoto) یک سکونتگاه مسکونی در ژاپن است که در استان کوماموتو واقع شده‌است.

## خصوصیات
یوبویما ۱٬۷۵۴ نفر جمعیت دارد.